# Гельвеция
Гельве́ция (Helvetia) — персонифицированный символ Швейцарской конфедерации — Швейцарии.

## История
Образ Гельвеции появился впервые в XVII веке. В 1672 году Иоганн Каспар Вайссенбах (Johann Caspar Weissenbach) показал свой спектакль «Eydgnoßsisches Contrafeth auff- unnd abnemmender Jungfrawen Helvetiae» и создал этим фигуру идентификации для всех граждан Швейцарии, независимо от их религиозной принадлежности.
На почтовых марках и монетах используется название Helvetia для Швейцарии, чтобы не дать предпочтения ни одному из четырёх государственных языков (немецкий, французский, итальянский и романшский языки). По той же причине был выбран код государства CH (лат. Confoederatio Helvetica, Швейцарская конфедерация).